# Campli
Campli är en ort och kommun i provinsen Teramo i regionen Abruzzo i Italien. Kommunen hade 7 083 invånare (2018).